# Гольдблюм, Исидор
Исидор Исраэль Гольдблюм (ивр. ישראל איסר גולדבלום‎, 26 июня 1863, Кудиркос-Науместис, Шакяйское районное самоуправление — 2 марта 1925, Антверпен) — также известен под псевдонимами Перах Захав (ивр. פרח זהב‎) и Яфаз (ивр. יאפ״ז‎) — еврейский писатель и библиограф.

## Биография
Исидор Исраэль Голдблюм родился в еврейской семье в городе Нейштот-Шеки, где получил традиционное религиозное образование. Он учился в иешивах Эйшишока, Воложина и Прессбурга, а затем изучал еврейское право под руководством доктора Зеева Фейльхенфельда в Пойзне.
Он посвятил себя изучению и публикации еврейских рукописей в Берлине, Париже, Лондоне, Оксфорде и Риме, публикуя свои исследования главным образом в периодическом издании Ха-Магид. В 1891 году он написал Vie et Œuvres de rabbi Elia Bahur le Grammairien, краткую биографию еврейского грамматика, лексикографа и гуманиста Эли Бохера. В том же году он опубликовал «Маамар Биккорет Сефарим», а в 1894 году выпустил «Ми-Гинзей Исраэль бе-Париж». Он переписывался с ведущими еврейскими учёными своего времени и опубликовал сборник этих писем («Кевуцат Михтавим», 1895 год).